# Мурільйо-ель-Куенде
Мурільйо-ель-Куенде (ісп. Murillo el Cuende) — муніципалітет в Іспанії, у складі автономної спільноти Наварра. Населення — 648 осіб (2009).
Муніципалітет розташований на відстані близько 280 км на північний схід від Мадрида, 46 км на південь від Памплони.
На території муніципалітету розташовані такі населені пункти: (дані про населення за 2009 рік)
- Мурільйо-Ель-Куенде: 49 осіб
- Рада: 539 осіб
- Трайбуенас: 60 осіб

## Демографія
Динаміка населення (INE ):

## Галерея зображень

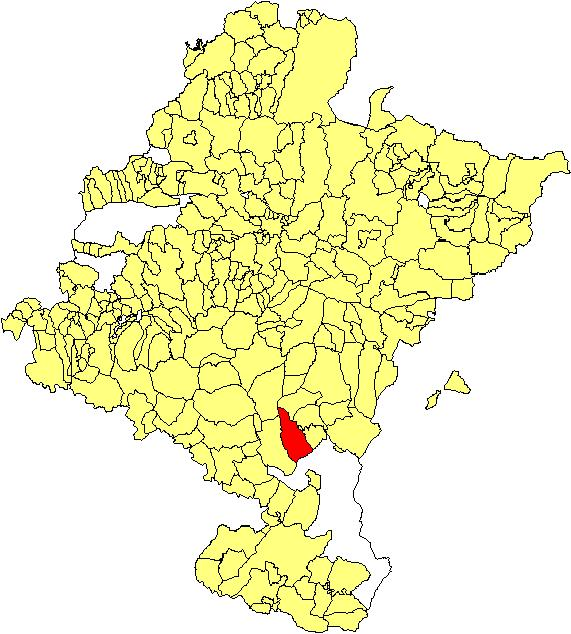
Розташування муніципалітету